# Oorlogsmonumenten in Geraardsbergen
De oorlogsmonumenten in Geraardsbergen herdenken mensen die woonden of op het grondgebied aanwezig waren toen zij door het oorlogsgebeuren sneuvelden. Ook wie de strijd om de vrijheid aanging wordt niet vergeten. Geraardsbergen telt acht gedenktekens die verwijzen naar slachtoffers uit de Eerste Wereldoorlog en de Tweede Wereldoorlog. Buiten Geraardsbergen zijn er deelgemeentes die een gedenkteken ter nagedachtenis van de oorlogsslachtoffers hebben. De monumenten nemen diverse vormen aan: standbeelden, begraafplaatsen, gedenkplaten. Ze zijn verspreid in en verweven met het straatbeeld van de stad.

## Eerste Wereldoorlog (1914-1918)
Op 31 juli 1914 kondigde de Belgische regering de algemene mobilisatie af en op 4 augustus startte de Duitse inval bij Gemmenich, ter hoogte van Verviers. Onder leiding van generaal Alexander von Kluck trok een deel van het 1ste Duitse leger op 22 augustus door Ninove, Geraardsbergen en Péruwelz richting Condé. Tegen oktober 1914 was België bezet behalve het stuk achter de IJzer. De bezetting duurde vier jaar tot op 11 november 1918 om 11 uur de wapenstilstand ondertekend werd. Vijf minuten daarvoor, om 10.55 uur Franse tijd reed de 15de en de 4de groep "auto canons" Geraardsbergen binnen, voorgegaan door het peloton Logelin van de Huzaren. Ze escorteerden de Franse generaal Lavigne-Delville, bevelhebber van de 4de cavaleriedivisie. Vervolgens maakten generaal Sarlange, commandant van het 4de regiment Huzaren, en kolonel Parrot, commandant van het 2de regiment Huzaren, hun intrede. Al deze troepen waren onderdeel van het Franse leger. Er werden drie verklaringen ondertekend door generaal Lavigne-Delville en de burgerlijke en de geestelijke overheid van de stad. Deze gebeurtenis is in het stadhuis te boek gesteld. Op zaterdag 22 november was er de plechtige planting van een vrijheidsboom op de Markt om de eeuwige gedachtenis aan de oorlogsslachtoffers te symboliseren.

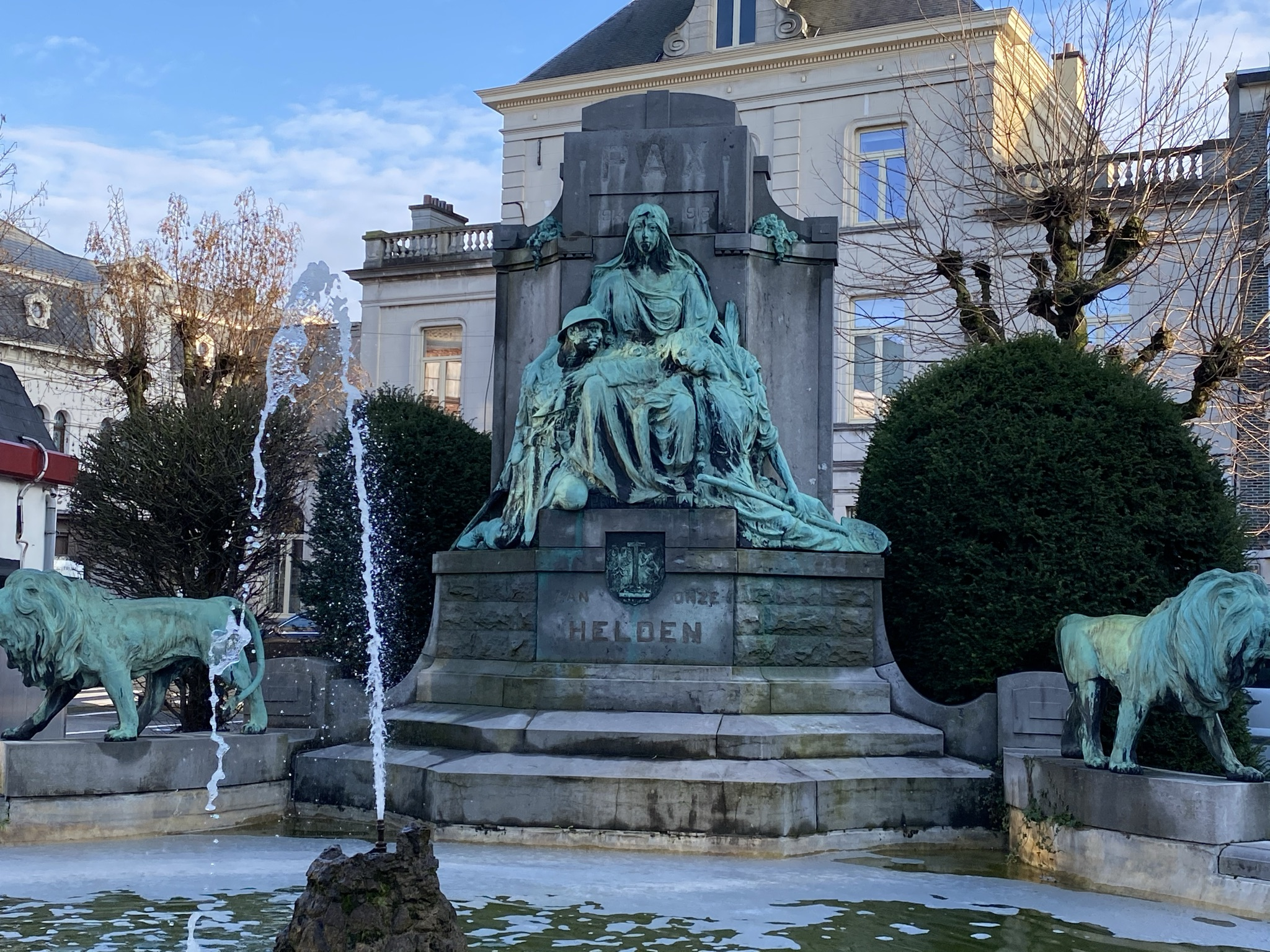
Dit is het gedeelte van de waterbassin dat pas toegevoegd is na de Eerste Wereldoorlog als gedenkteken.

### Oorlogsgedenkteken Stationsplein
Voorgeschiedenis
In de eerste weken na de wapenstilstand ontstaat het 'Komiteit tot het oprichten van een Gedenkmaal der slachtoffers van den Oorlog'. Hun wens om een herdenkingsmonument op het Stationsplein op te richten kwam voor in een brief gericht aan het stadsbestuur. De brief was opgesteld na de eerste vergadering op 16 december 1919. Op 5 augustus 1920 dienden ze een verzoek tot onderhoud in bij de burgemeester en schepenen en vroegen hiervoor 15.000 frank. De Gemeenteraad gaf zijn goedkeuring, en na de periode van één maand volgde de goedkeuring van de "Hoogere Overheid". Dit bedrag mochten ze besteden aan het monument. De delegatie van de "Commission Royale des Monuments et des Sites" startte op 13 december 1920 een onderzoek naar de meest geschikte plaats. Twee voorstellen waren het resultaat. Een eerste voorstel was dat van Paul Guillemin, lid van het Komiteit, om het monument bovenop de heuvel van de Oudenberg te plaatsen. Dit voorstel werd afgewezen na een unanieme beslissing. Men vond dat dit geen geschikte plaats gezien de stad en het monument te ver uit elkaar lagen en het dus enkel opgemerkt zou worden door zeldzame bezoekers. Het bescheidener voorstel kwam van Guillemin die het Stationsplein de ideale plaats vond. Het comité richtte enkele maanden later een prijskamp-tentoonstelling in het stadhuis in. Een jury maakte aan de hand van ingebrachte ontwerpen een lijst met de beste resultaten. Ondanks de uitslag van deze jury, koos "La Commission Royale des Monuments et des sites" voor de beeldhouwer Jules Vits en zijn maquette. Na het definitief aanvaarden van het voorstel met de laatste wijzigingen op 12 januari 1922, mocht Vits starten aan de uitvoering. Op Sint-Niklaasdag 1922 was het monument in afgewerkt.
Beschrijving en ligging
Het gedenkteken bevindt zich achter het waterbassin van de brandweer op het stationsplein uit 1894. Het is onthuld op 17 september 1922 door de Franse generaal Lavigne-Delville in de aanwezigheid van De Kerckhove als provinciegouverneur, diverse politici, geestelijk en burgerlijk overheden en enkele officieren. Hierna volgden dan ook enkele grootse feesten. Het monument symboliseert het de nationale trots, het eigen volk, zijn cultuur en de zelfstandigheid ervan. Het gedenkteken is verwerkt in het waterbassin. Op de voorzijde symboliseert een vrouwenfiguur de vrede met links een opgeëiste gesneuvelde en rechts een gesneuvelde soldaat, beide liggend. Aan beide zijden van het voetstuk is een leeuw te zien. Hiervoor bevindt zich het bassin met een fontein in het midden. Op de achterzijde is een opsomming te vinden van alle gesneuvelden, de burgerlijke slachtoffers, de soldaten en opgeëisten. Later zijn de namen van de gesneuvelden en weerstanders tussen 1940-1945 toegevoegd, net zoals de slachtoffers van het luchtbombardement op 22 mei 1944. Erboven staat "PAX 1914-1918", eronder "AAN ONZE HELDEN". Dit monument is gekwalificeerd als beschermd monument "oorlogsmonument met waterbassin" sedert 24 november 2011 en gekwalificeerd als vastgesteld bouwkundig erfgoed sedert 9 november 2011.

### Gedenkplaat Pro Patria
Voorgeschiedenis
Om genoeg kracht te hebben en een stevig front te vormen tegen de Duitsers, had België voldoende soldaten nodig. Zo werden de mannelijke studenten in augustus 1914 van de schoolbanken gehaald om een korte opleiding te volgen. Zij werden op pad gestuurd naar de vijand. Deze gedenkplaat is een eerbetoon aan alle gesneuvelde oud-leerlingen van het Sint-Jozefsinstituut. De marmeren plaat is aangebracht aan een van de muren van het kloosterpand. Het ontwerp bestond uit ideeën en uitvoeringen van enkele oud-leerlingen die tien jaar na de feiten de kans kregen mee te werken. Het gedenkteken werd op een feest in 1928 onthuld in het bijzijn van oud-leerlingen van het College van de Jozefieten in Melle, generaal Sellier de Moranville, minister Moyersoen, de geestelijke en burgerlijke overheid en de familieleden van de slachtoffers. De gedenkplaat heeft als basis een donkere marmeren steen met de namen van de oud-leerlingen gebeiteld op twee witmarmeren plaatjes, een ontwerp van oud-leerling Nestor Lequine. Floris De Cuyper uit Antwerpen was de oud-leerling die er een bronzen medaillon bijvoegde, deze kwam vervolgens in het midden van de steen. In dit medaillon toont een voorstelling van de Heilige Jozef die een gesneuvelde soldaat de genade van het Heilig Hart aanreikt. De afwerking van de plaat is de bronzen omlijsting die samen met alle elementen een volmaakt geheel vormt.
Ligging
Deze gedenkplaat hangt aan de muur van het Sint-Jozefsinstituut in Geraardsbergen.

### Gedenkplaat van de gebroeders Van Raemdonck
Edward en Frans Van Raemdonck waren het symbool van broederschap voor de Vlaamse beweging. Beiden waren sergeant van de 6de Compagnie van het 24ste Linieregiment. De twee broers zijn samen met de Waalse korporaal Amé Fievez gesneuveld bij een nachtaanval in Steenstrate op 26 maart 1917. Er bestaan diverse monumenten en gedenkstenen voor deze broers. De gedenkplaat hangt in het Sint-Jozefsinstituut van Geraardsbergen, net onder het Pro Patria gedenkplaat. Ze bestaat uit een stuk steen met daarin de namen van deze twee gesneuvelde oud-leerlingen. De onthulling van de gedenkplaat vond plaats op 24 juli 1934.

## Tweede Wereldoorlog (1940-1945)
De Tweede Wereldoorlog staat bekend als de Luchtoorlog. Bij het einde van de Tweede Wereldoorlog op 22 mei 1944 zijn drie bommen van ongeveer 750 kilo boven Geraardsbergen gedropt. Eén bom vernielde vijftien huizen waarbij twaalf inwoners om het leven kwamen. Verder zijn er 21 bemanningsleden van drie neergehaalde bommenwerpers gesneuveld in Geraardsbergen.

### Gedenkplaat Isabelle Fischlowitz
Voorgeschiedenis
Isabelle Fischlowitz (Geraardsbergen, 7 maart 1890) was de zus van pettenfabrikant en commandant van de Stedelijk Brandweer, Raphaël Fischlowitz. Ze stond bekend als een uitstekende pianiste. Ze gaf hier ook les in. Zij is in 1941 gevangen genomen door de Duitsers. Ze werd gedeporteerd naar Auschwitz, waar zij naar alle waarschijnlijkheid in 1944 omgekomen is.
Beschrijving en ligging
De gedenkplaat van Isabelle Fischlowitz is een marmeren rechthoek met de gegraveerde tekst: "Hier meegenomen en weggevoerd door de Duitsers in het jaar 1941". Voor haar gevangenschap heeft ze altijd op de Vesten 76 gewoond. Hier is deze gedenkplaat aan de huisgevel aangebracht.

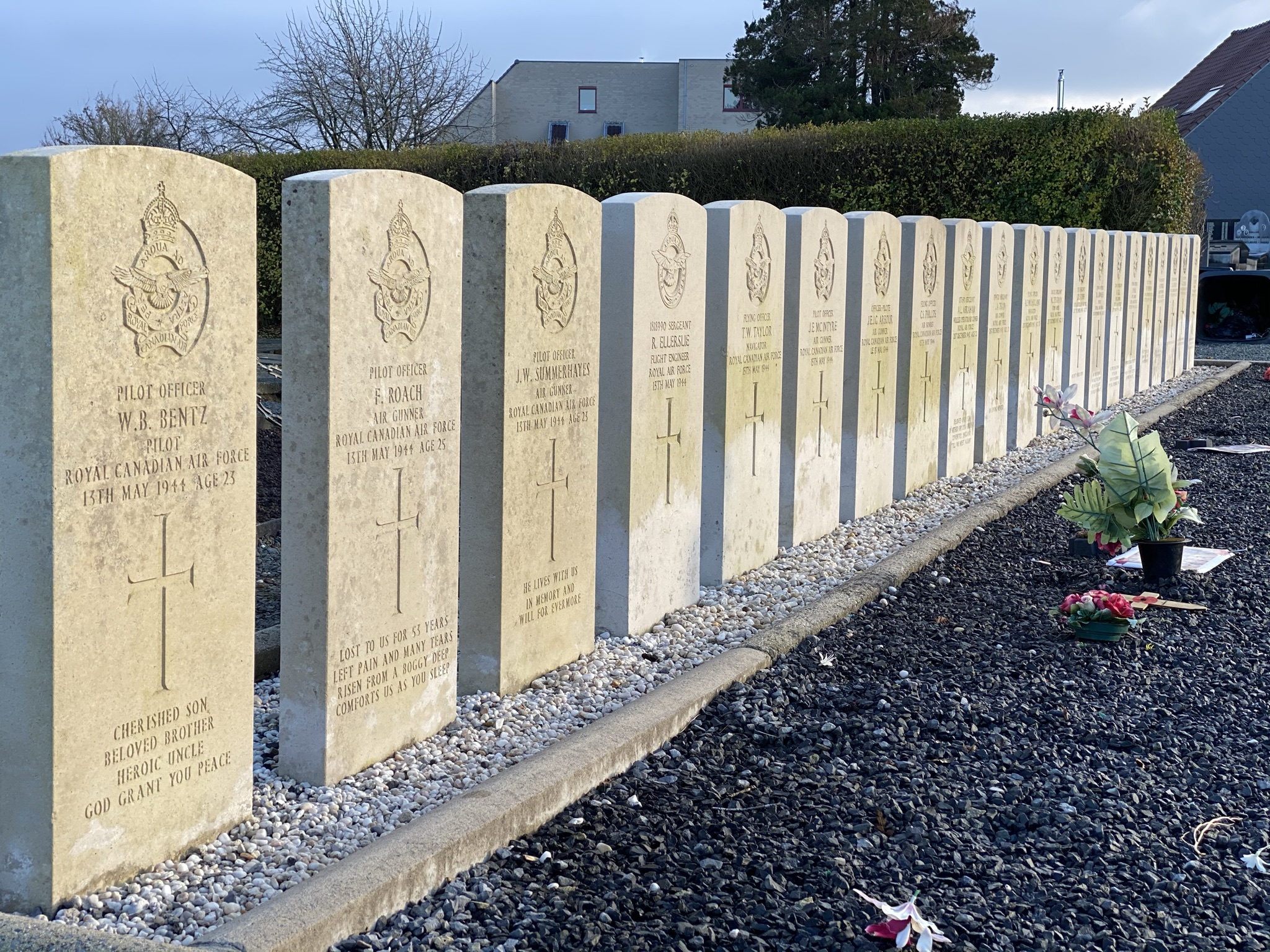
De grafzerken op de begraafplaats van Geraardsbergen ter ere van de gesneuvelde soldaten in de Tweede Wereldoorlog.

### Stedelijke begraafplaats
Voorgeschiedenis
De Handley Page Halifax 426 van de Royal Canadian Air Force werd neergehaald in de nacht van 12 op 13 mei 1944 boven Schendelebeke door een Duitse nachtjager. Een tweede vliegtuig was de Lancaster Mki W4234 "DX-P"-57 Squadron Royal Air Force, neergehaald boven Kakebeke nabij Sint-Maria-Lierde op 22 december 1942 door dezelfde nachtjager. Hierbij kwam één persoon levend uit het vliegtuig: sergeant Roden Pickford. Hij werd ontdekt en gewond gevangen genomen. In 2000 werd er in Sint-Maria-Lierde een monument onthuld in het bijzijn van de betrokken families en het 57 Squadron. Op 28 mei 1944 stortte de Lancaster MK 2 LL652 "JI-C" Squadron brandend neer in Schendelbeke.
Beschrijving en ligging
Op de Stedelijk begraafplaats zijn er 21 gedenkstenen en graven van bemanningsleden. De graven hebben allen dezelfde vorm en kleur en een gemeenschappelijke plaats in het begin van het kerkhof. De namen van de slachtoffers staan hier vermeld.

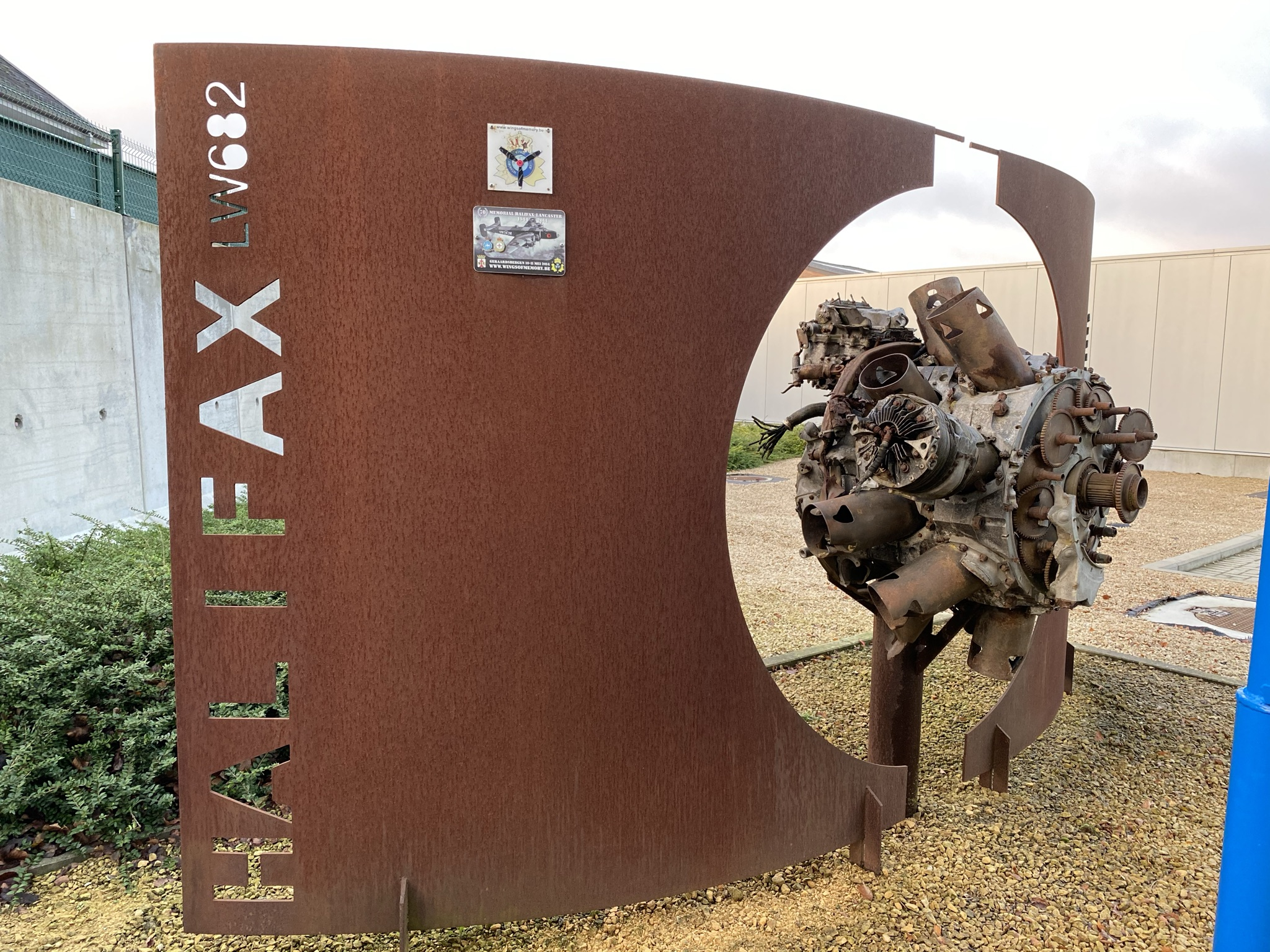
Het gedenkmonument ter ere van de slachtoffers van de Halifax. De motor is origineel en in het monument verwerkt na de vinding.

### Halifax Motor
De Bristol Hercules-motor is afkomstig van de Halifax-bommenwerper die neerstortte in Schendelbeke. Het monument staat in het teken van de bemanning. Het beeld is de motor van de bommenwerper met errond een kader met de tekst "Halifax" en de namen van de gesneuvelden. Voor het monument toont een informatiebord over het vliegtuig en de bemanning. Het gedenkteken staat in de Astridlaan 126.

### Priorij Hunnegem
Voorgeschiedenis
Op 22 mei 1944, bij het einde van de Tweede Wereldoorlog waren daar de drie Engelse bombardementen. In priorij Hunnegem werd toen niemand gewond, even verderop vielen echter twaalf doden. De oude priorij was hierna een plaats waar slachtoffers wiens huis beschadigd was, terecht konden voor eten, hier was een samenwerking actief van de zusters, het comité Winterhulp en enkele oud-leerlingen. Ook was het voorzien van kelders, velen van de buurtbewoners kwamen hier schuilen wanneer ze zich niet veilig voelden bij een alarmslag voor een nieuw bombardement.
Beschrijving
Het monument op Gasthuisstraat 100 tot 106 werd onthuld op de 75ste verjaardag van die 22 mei. De namen van de twaalf dodelijke slachtoffers staan gegraveerd in dit monument. In samenwerking met de musea Hunnegem en Wings of Memory kwam dit monument, ontworpen en gerealiseerd door Stefaan Delannoit en Grafido, tot stand. Het monument stelt een inslaande bom voor. Dit oorlogsmonument betekende dan ook direct de aanzet van een nieuw openluchtmuseum dat op het domein Hunnegem ingericht wordt. 

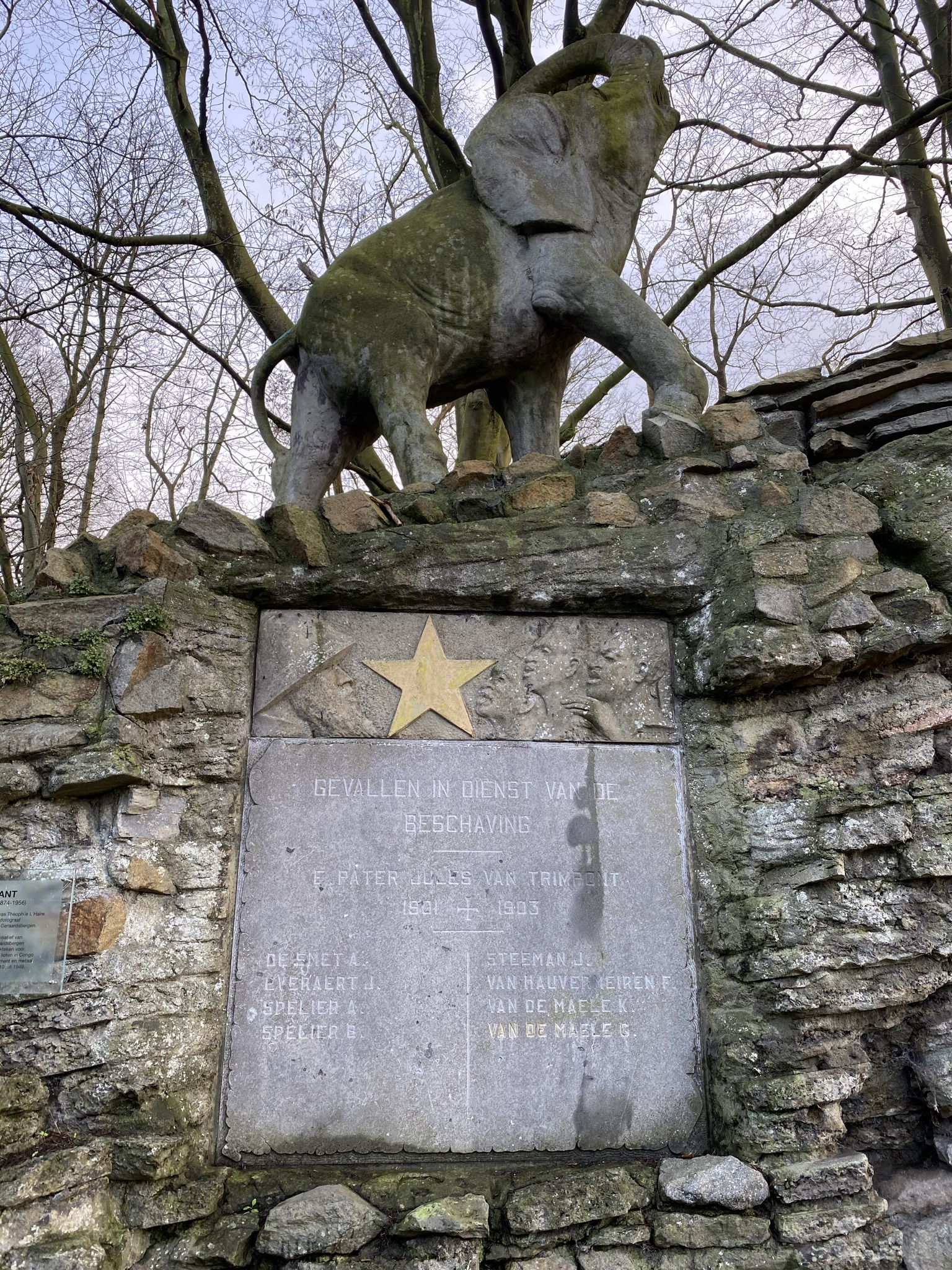
De gesneuvelde inwoners die het leven gelaten hebben in Congo.

## De Olifant
Voorgeschiedenis
In de Koloniale tijd trokken inwoners van Geraardsbergen naar Congo en zijn daar gesneuveld. Het beeld "De Olifant" is ontworpen in opdracht van de Koloniale Kring. De uitvoering werd toevertrouwd aan Theofiel L'Haire, een fotograaf, begaan met architecturale versieringen.
Beschrijving
Dit monument van een trompetterende olifant op een stenen sokkel werd in juni 1949 onthuld aan het stadspark van Geraardsbergen. Het is geen oorlogsgedenkteken zoals de andere. Met dit standbeeld is het nooit de bedoeling geweest om de koloniale tijd te verheerlijken, maar de slachtoffers die Geraardsbergen verloren heeft te herdenken. Hun namen staan vermeld op de plaat, samen met het citaat "gevallen in dienst van de beschaving". Het monument bevindt zich aan de stadsrand bovenaan de Vesten.

## Deelgemeenten en hun gedenkplaten
- Goeferdinge: Gedenkmonument met namen van de gesneuvelden en opgeëisten (1914-1918) aan de ingang van het kerkhof.
- Idegem: Gedenkplaat met namen van de soldaten en opgeëisten (1914-1918) aan de buitenmuur van de kerk.
- Grimminge: Gedenkmonument met namen van de gesneuvelde inwoners (1914-1918) op de begraafplaats.
- Moerbeke-Atembeke: Gedenkmonument met namen van de soldaten en inwoners (1914-1918) naast de kerk.
- Onkerzele: Gedenkplaat met namen van de gesneuvelde inwoners (1914-1918) en een man uit de Luchtoorlog (1940-1945) in de kerk.
- Nederboelare: Gedenkmonument met namen van de gesneuvelde soldaten en gemartelde opgeëisten (1914-1918) en Felicien Cauwel, een veldwachter van Nederboelare die door Duitsers meegenomen is en door het hoofd geschoten is voor het fort van Breendonk (1943) aan de kerk.
- Ophasselt: Gedenkmonument met namen van gesneuvelde soldaten (1914-1918).
- Overboelare:

1. Herinneringsplaat met namen van de gesneuvelden en opgeëisten (1914-1918) en de gesneuvelden van de Luchtoorlog (1940-194), aan de huisgevel van het pand nummer 238 aan de Groteweg en in de kerk.
2. "Hollands Monument": Gedenkteken van Nederlanders met het citaat "Hollandse Geëvacueerden danken hun Belgische vrienden". Een bedanking aan België voor de gastvrijheid (1940-1945) aan de hoek van de Groteweg en Kloosterstraat
3. Majoor Van Lierdelaan: Gedenkplaat en straatnaam die verwijst naar de piloot Remi Van Lierde die na zijn opleiding deelnam aan de oorlog (1940-1945) Groteweg.

- Viane: Gedenkplaat met namen van de soldaten en slachtoffers van een brandbom in Moerbeke (1914-1918) aan de kerk.
- Schendelbeke: Gedenkmonument met namen van de gesneuvelden, opgeëisten, Vaandel en Oudstrijdersbon (1914-1918)
- Vloerzegem: Gedenkplaat met namen van de gesneuvelden (1914-1918) aan de buitenmuur van de kerk.
- Smeerebbe: Gedenkplaat met namen van gesneuvelden (1914-1918) aan de buitenmuur van de kerk.
- Waarbeke: Gedenkplaat met namen van de gesneuvelde inwoners (1914-1918) aan de buitenmuur van de kerk.
- Zandbergen: Gedenkmonument met namen van de gesneuvelde soldaten en gestorven opgeëisten (1914-1918) en de achttien slachtoffers die elders gestorven zijn (1940-1945) aan de kerk.
- Zarlardinge: Gedenkplaat met namen van de slachtoffers (1914-1918) in de lambrisering van de kerk.
- Nieuwenhove: Arduinen gedenkplaat met de tekst "Uit dank; Nieuwenhove gespaard onder de oorlogen 1914-18 1940-45". Nieuwenhove was dan ook de enige deelgemeente waar geen oorlogsslachtoffers gevallen waren.

## Afbeeldingen

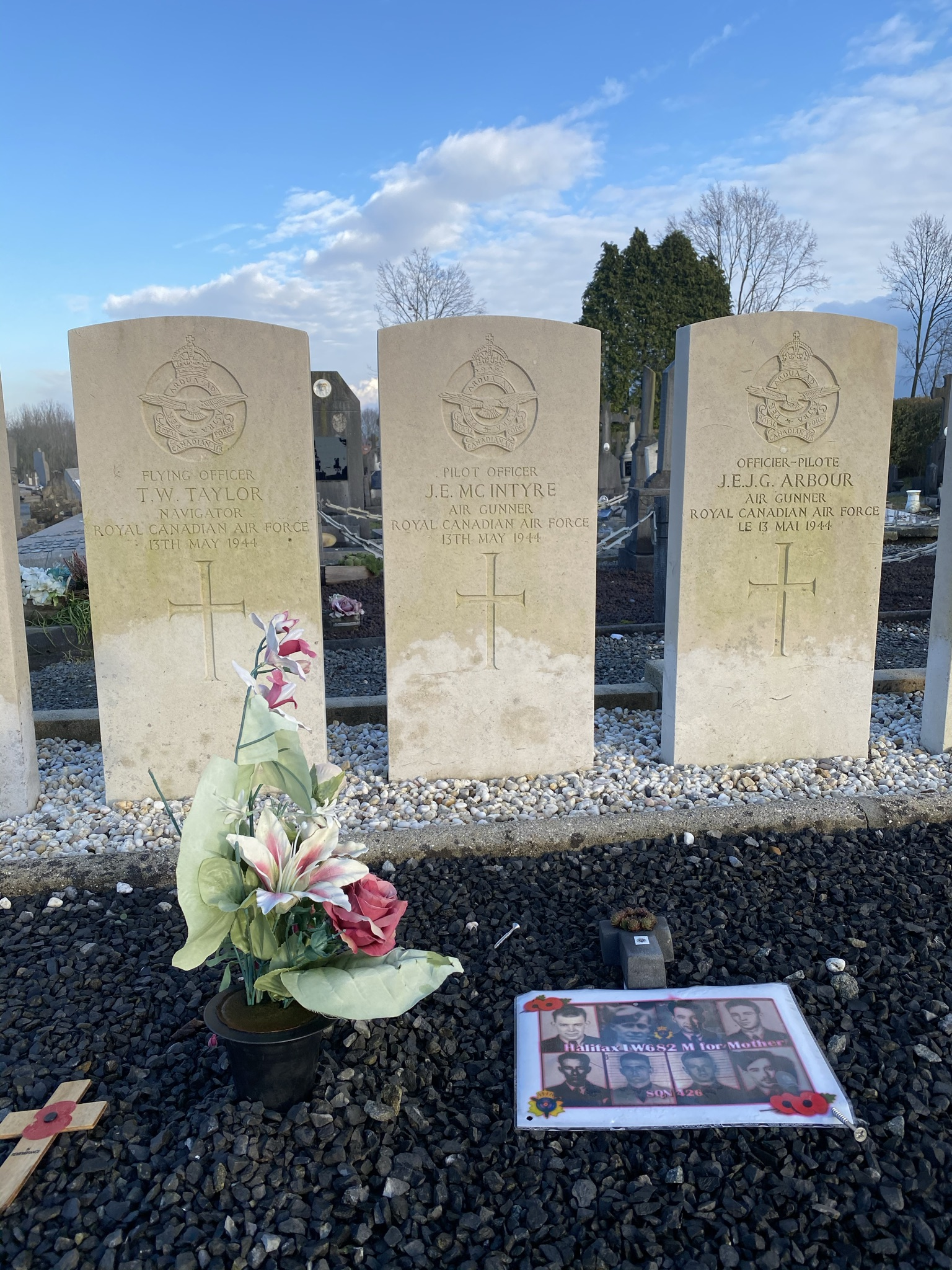
Dit zijn de grafzerken met gegraveerde tekst voor de gesneuvelde soldaten uit de luchtoorlog in Geraardsbergen 1940-1945.
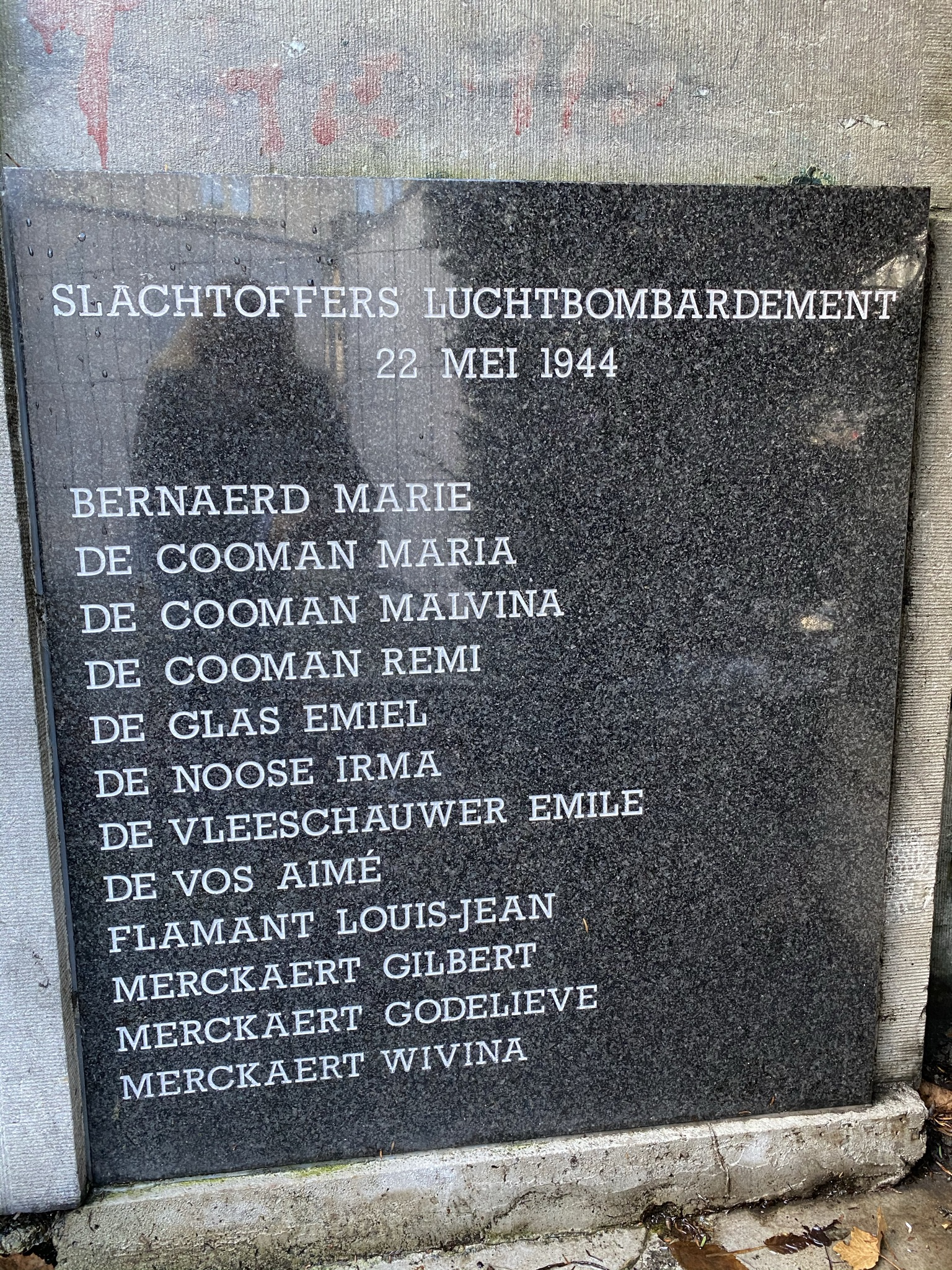
Dit is een marmeren gedenkplaat met de namen van de gesneuvelden door de luchtbombardementen tussen 1940-1945.
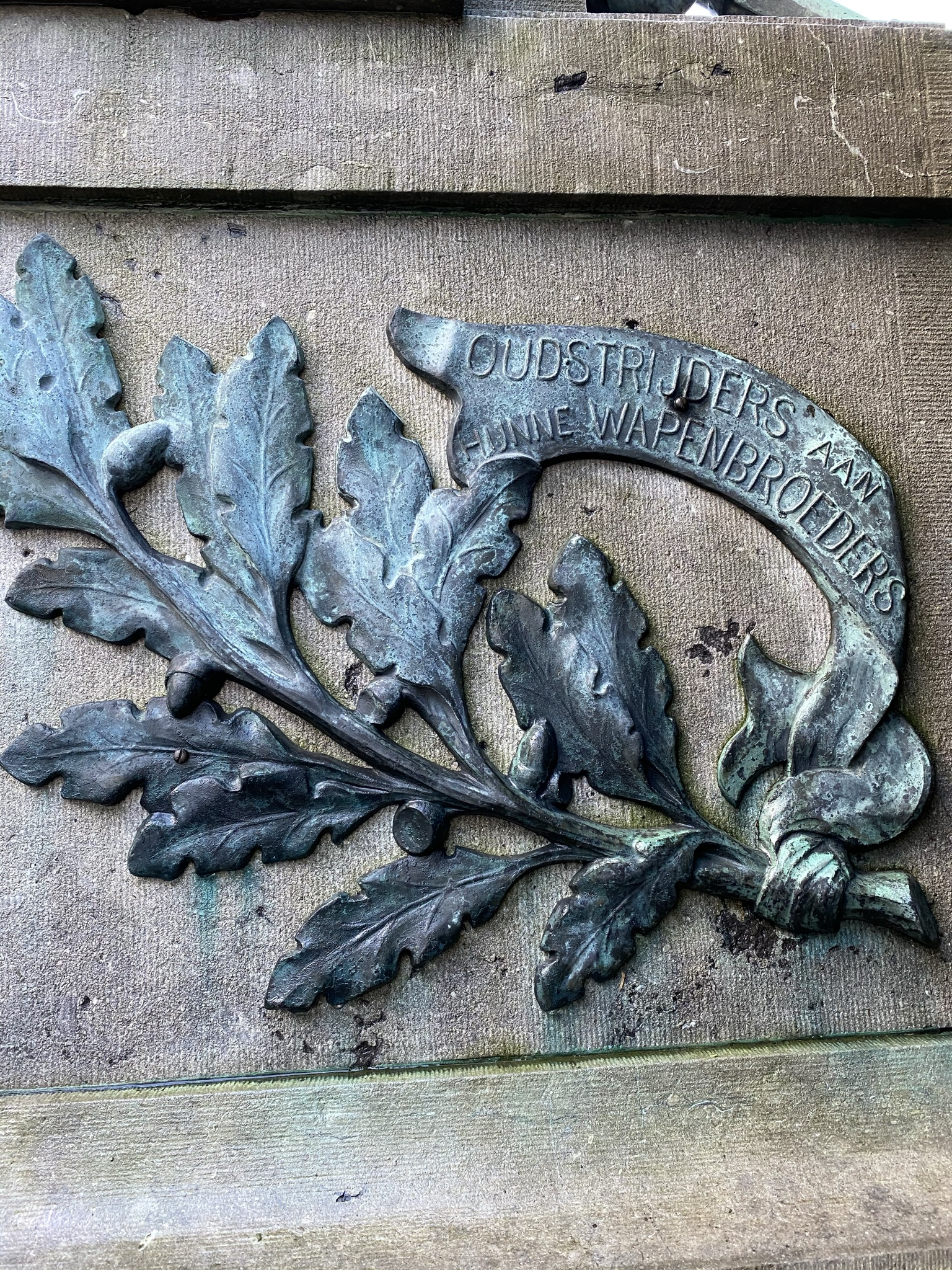
Dit is een symbool dat aan beide eindes van de voetstukken van de achterzijde van het monument te vinden zijn. Hierop staat het citaat "Oudstrijders aan Hunne wapenbroeders".
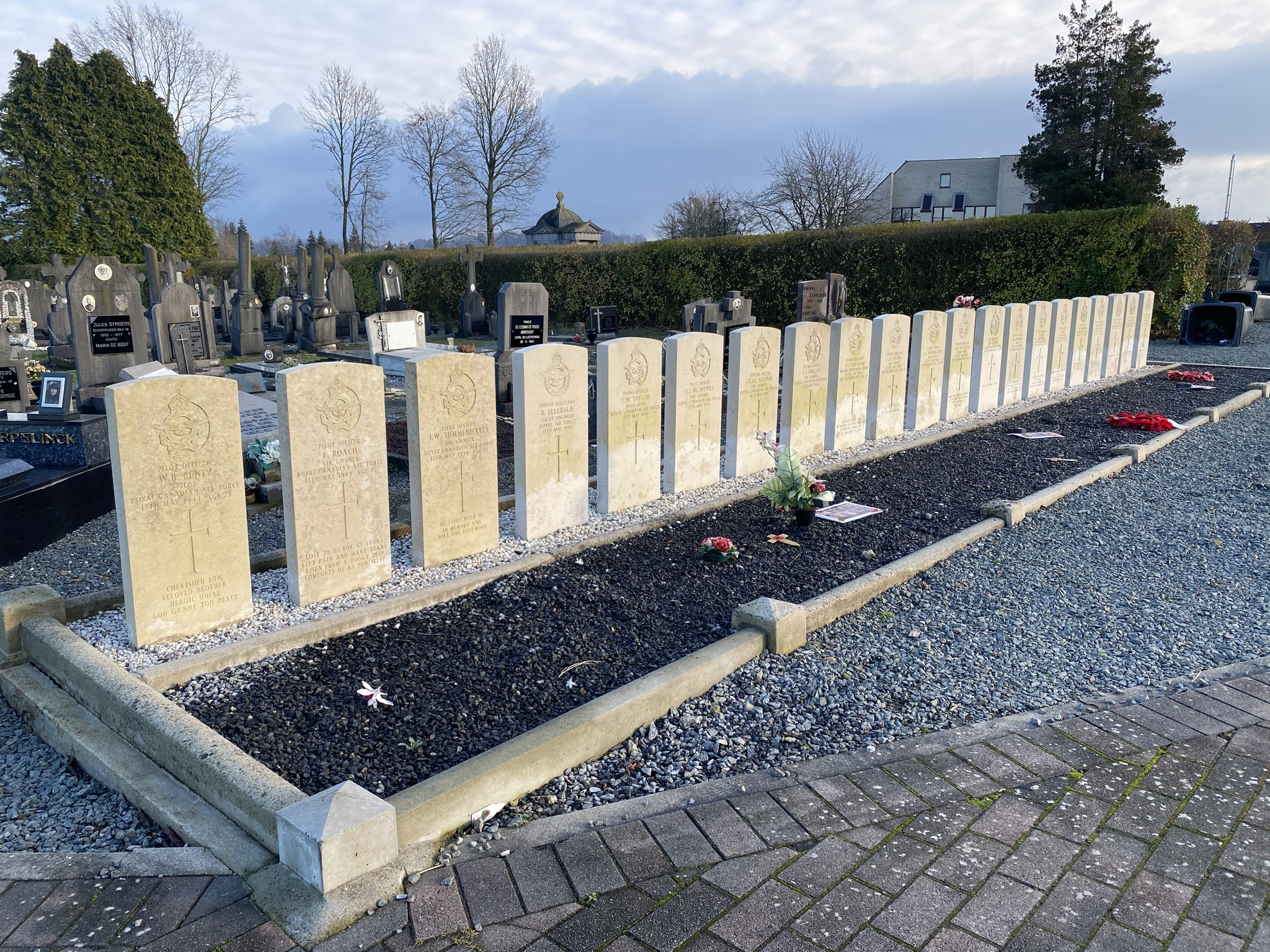
Zijaanzicht van de grafzerken van de gesneuvelde soldaten in 1940-1945 te Geraardsbergen.
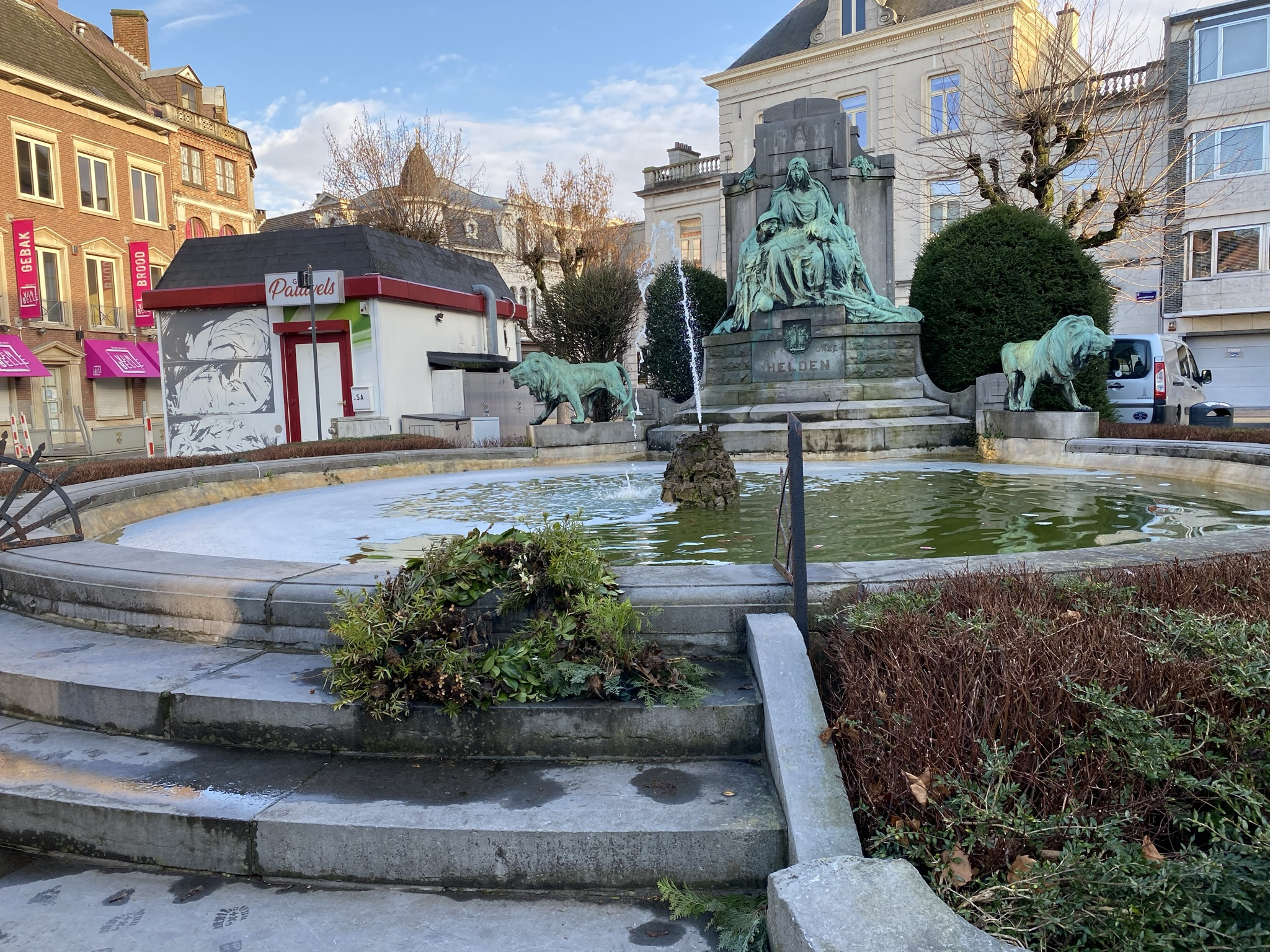
De voorkant van het oorlogsmonument met het waterbassin.
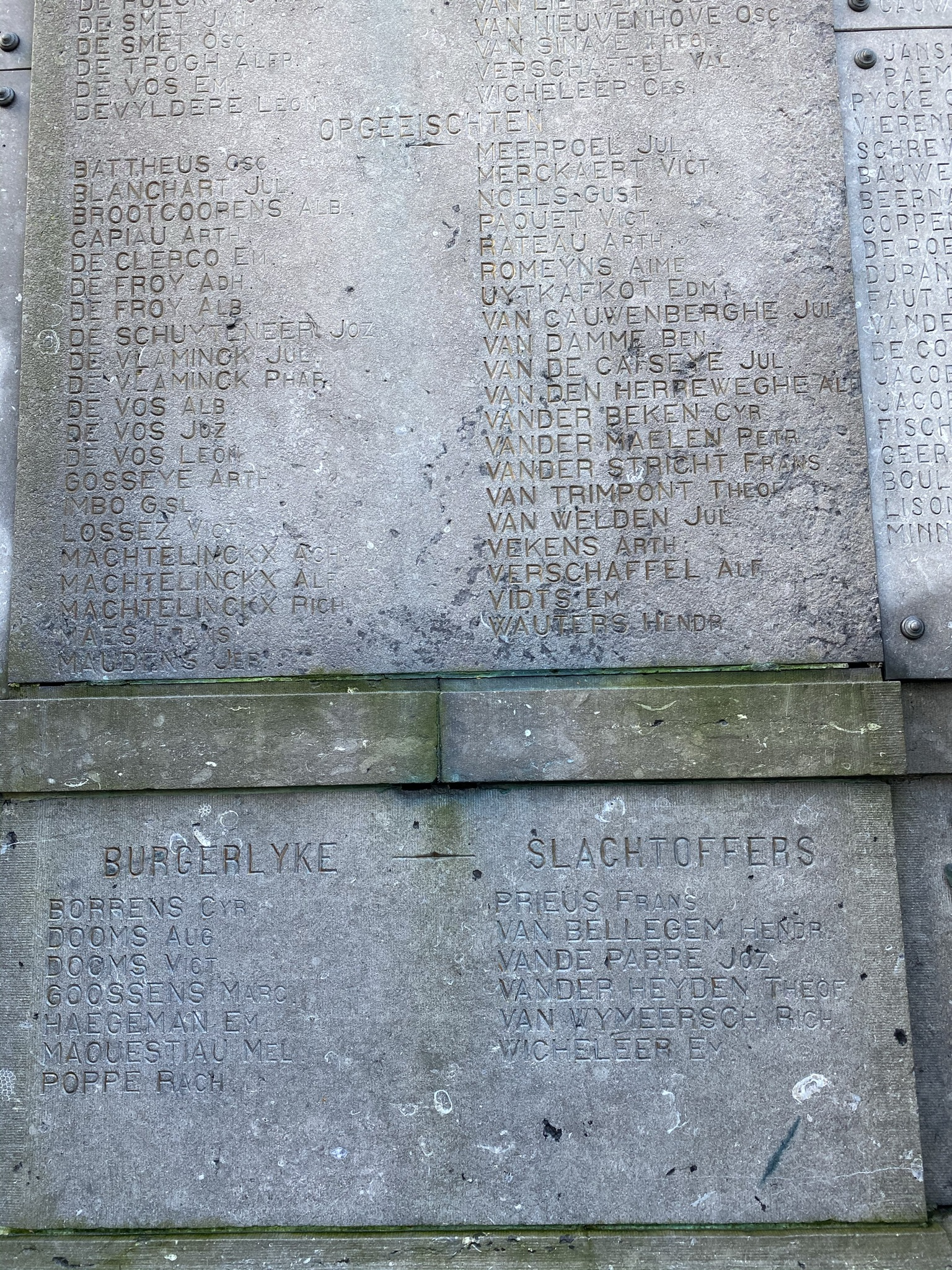
Dit is een close-up van de achterzijde van het monument, hier zijn de namen te lezen van de gesneuvelden.
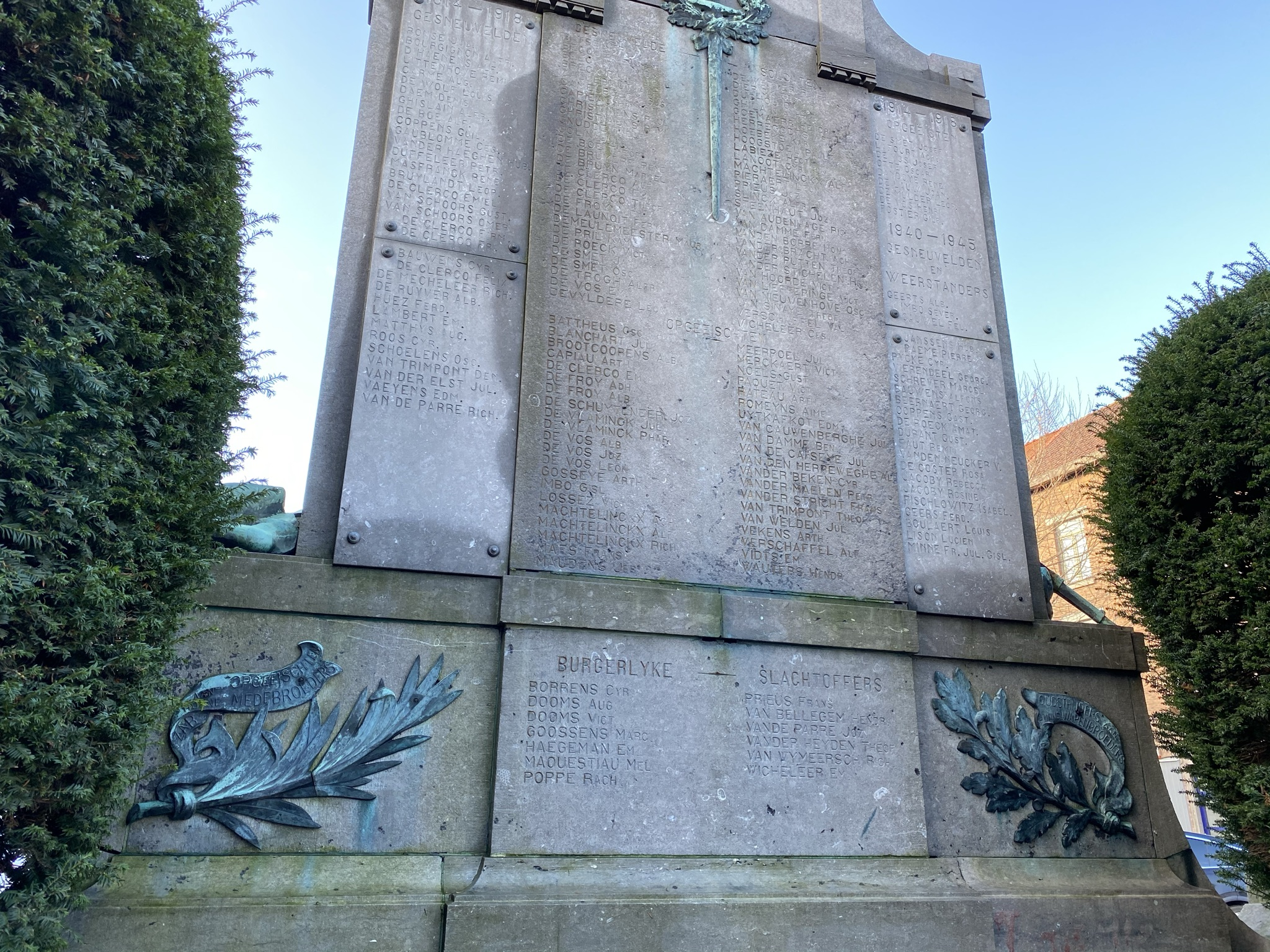
Dit is de achterzijde van het oorlogsmonument met waterbassin te Geraardsbergen.
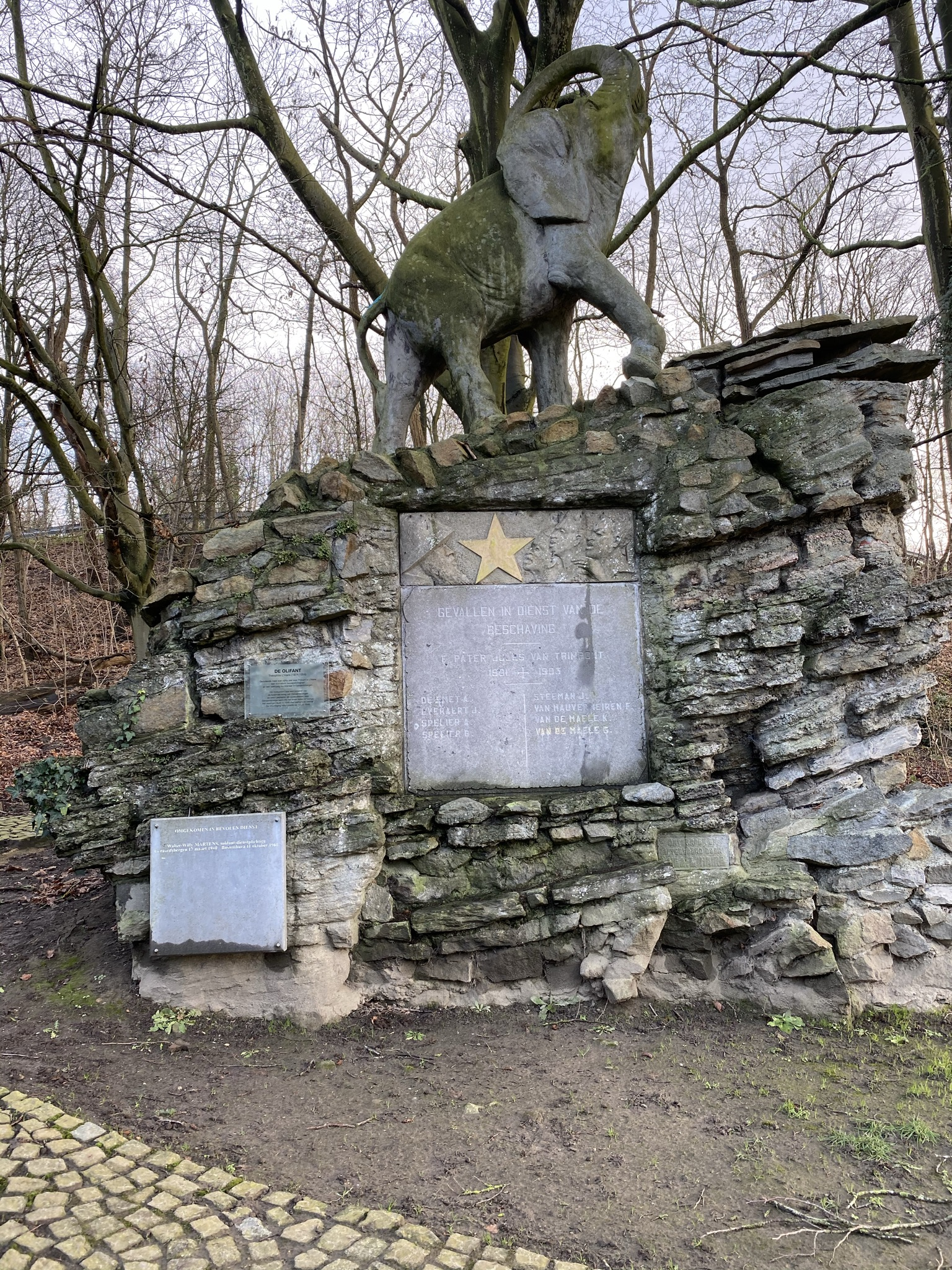
Het gedenkteken ter ere van de gesneuvelden in Congo.
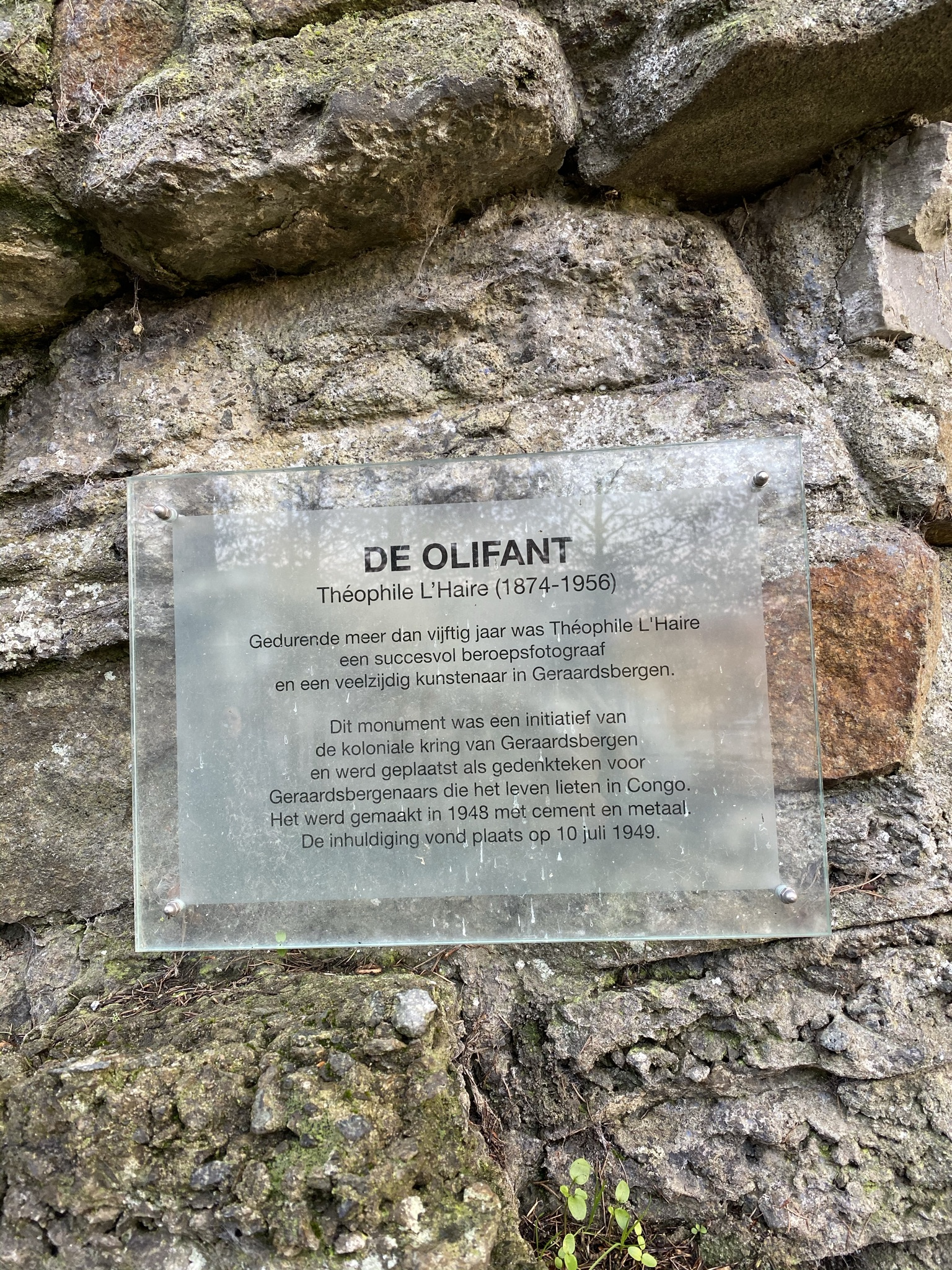
Op deze plaat staat de uitleg en geschiedenis van het monument.
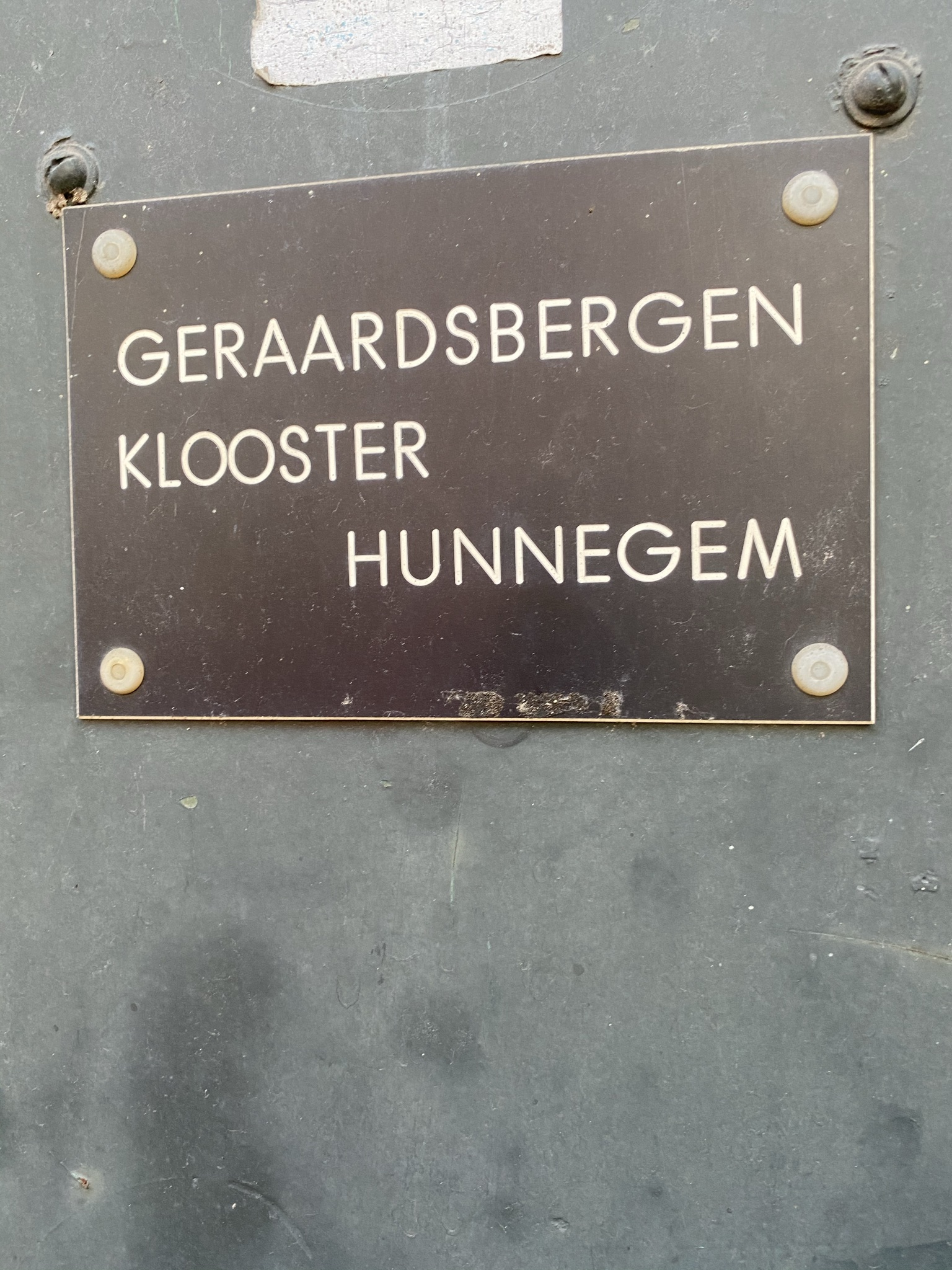
Hier woonden de nonnen en zorgde ze voor getroffen families.
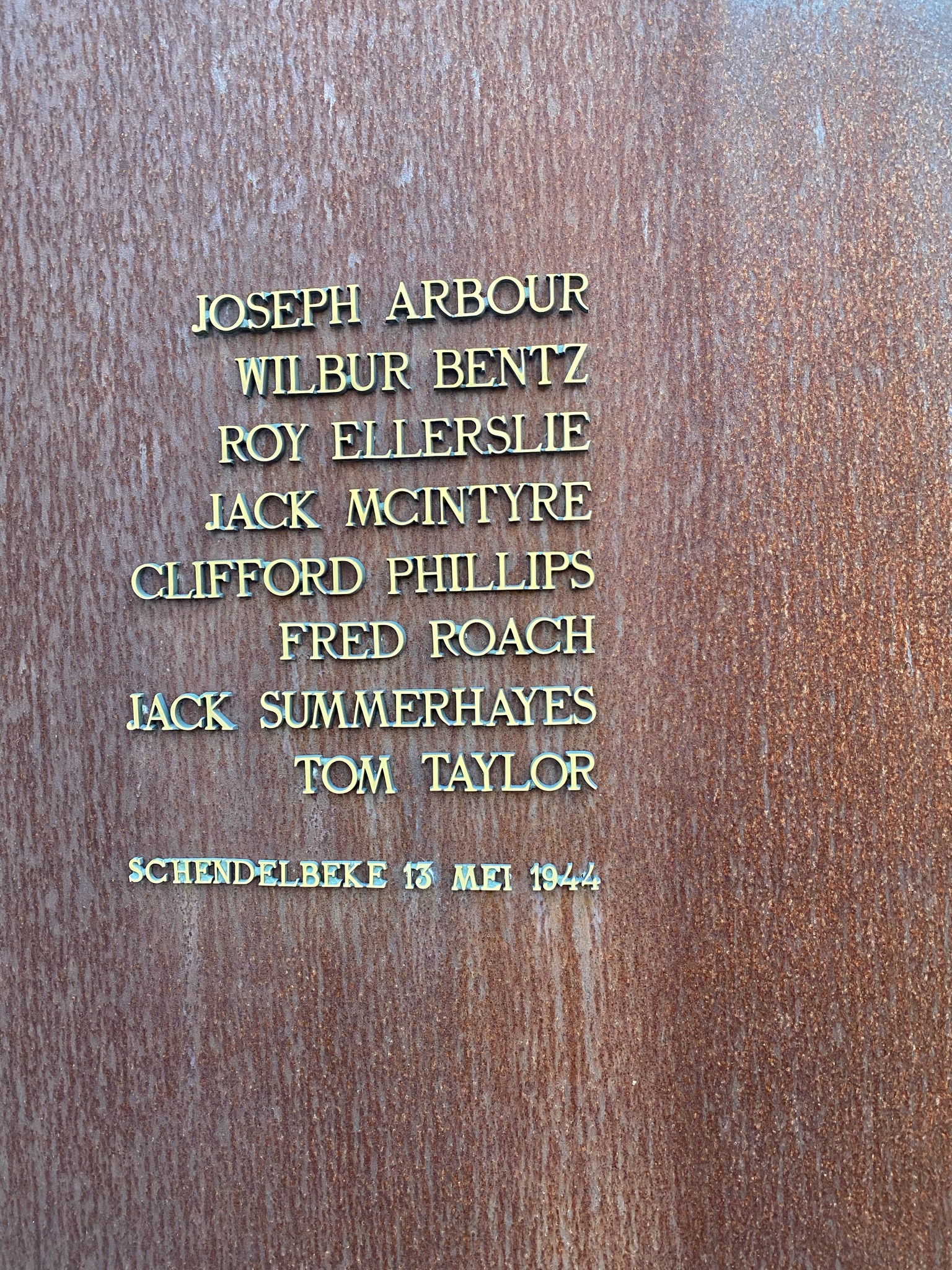
Dit zijn de namen van de gesneuvelden die zich in het neergehaalde vliegtuig bevonden.
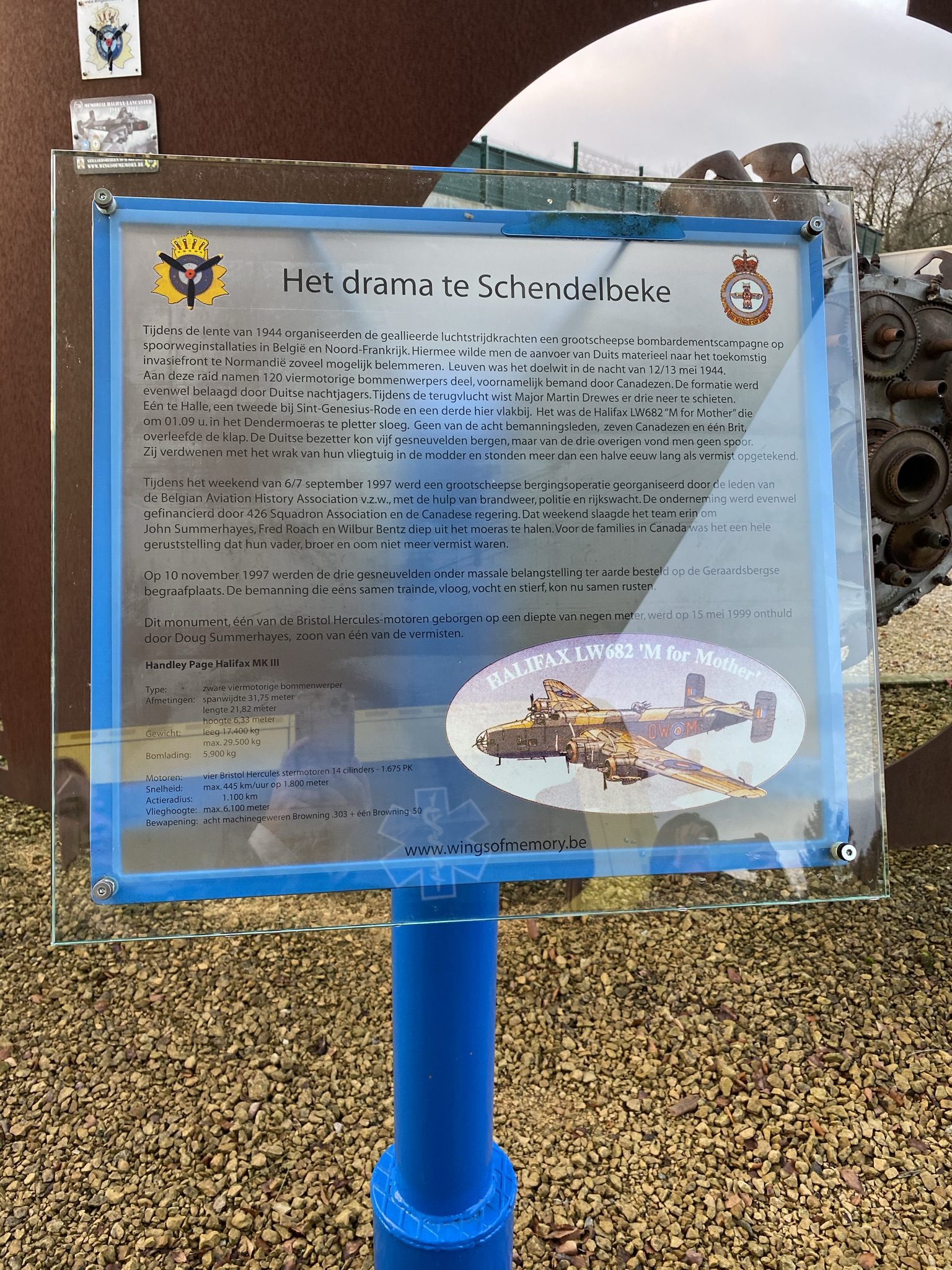
Info over het monument van de Halifax en het drama te Schendelbeke.
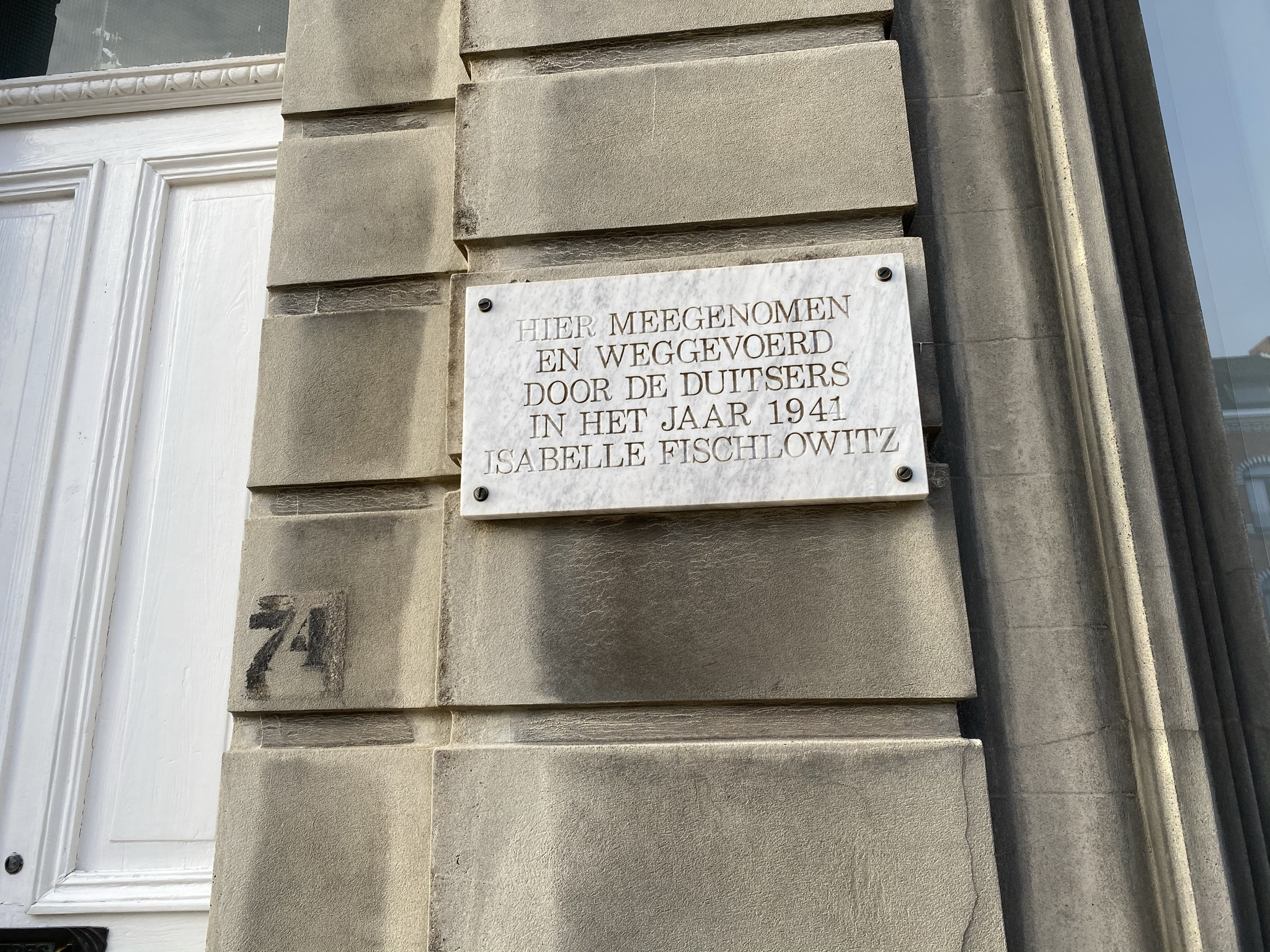
De gedenkplaat ter ere van Isabelle Fitschlowitz met het bijschrift 'Hier meegenomen en weggevoerd door de Duitsers in het jaar 1941.'
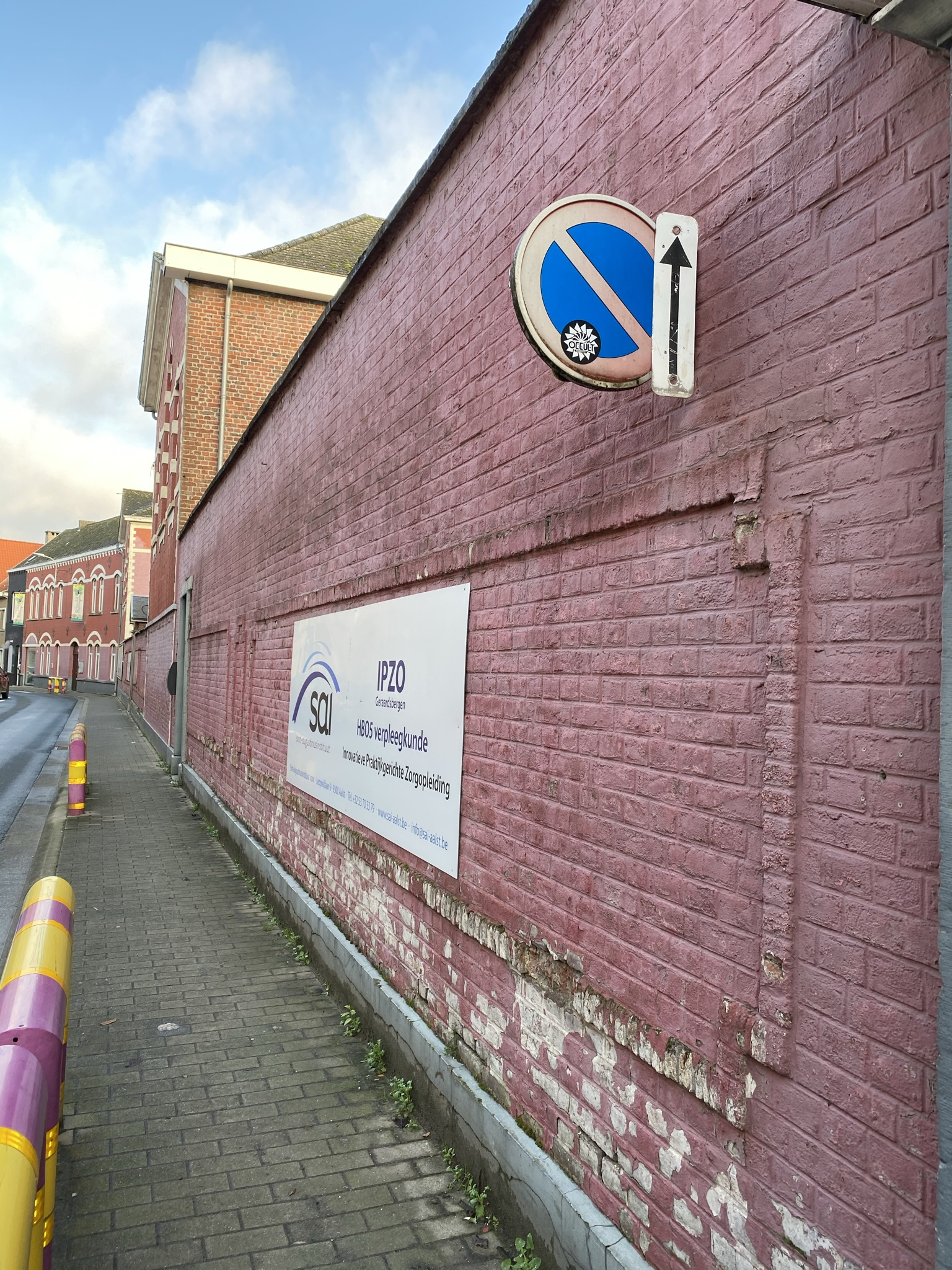
Dit is de buitenkant van het gebouw waar de stukken van het musea opgeslagen zijn.
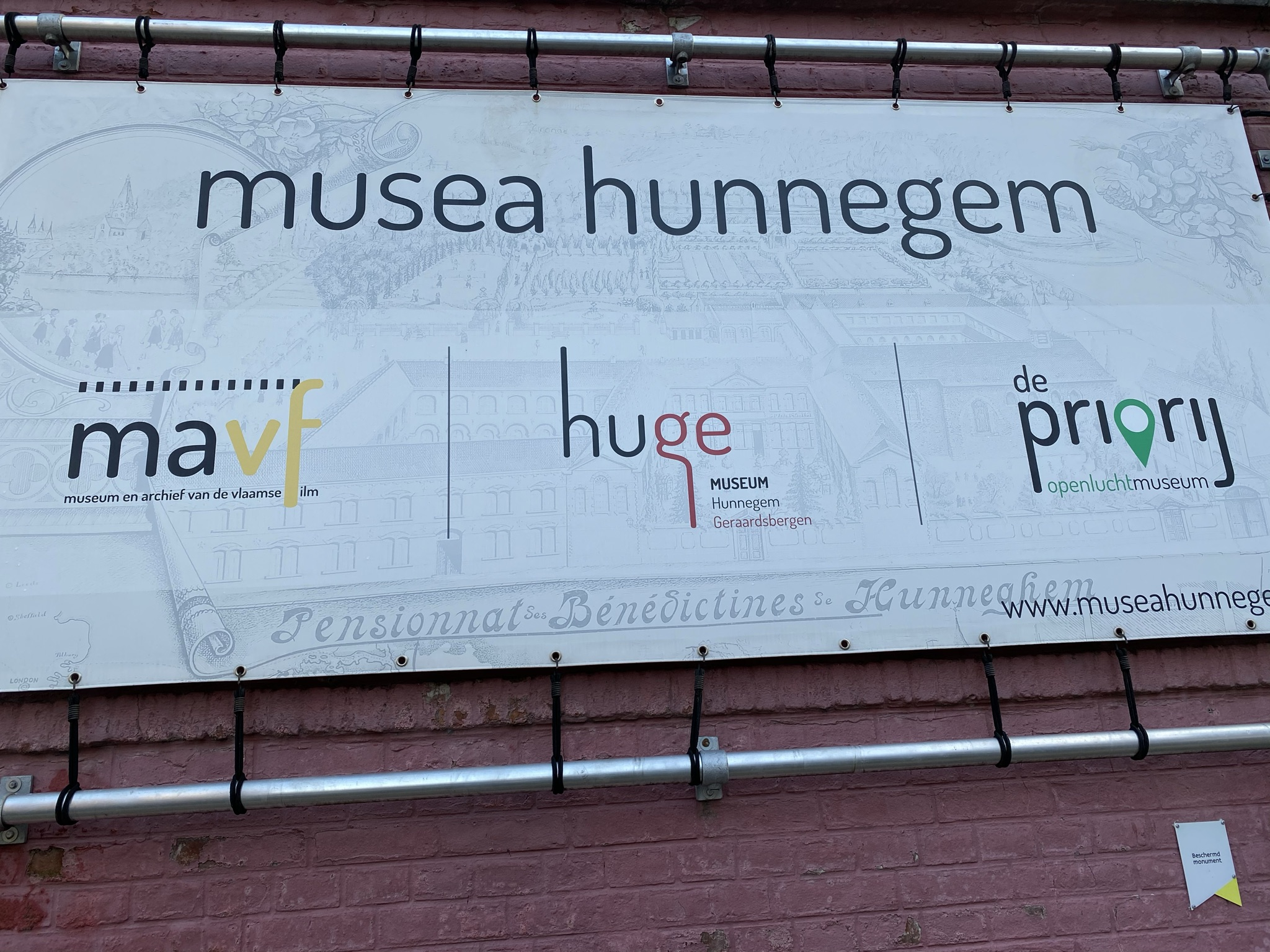
De aanduiding naar de musea van Hunnegem met alle organisaties.
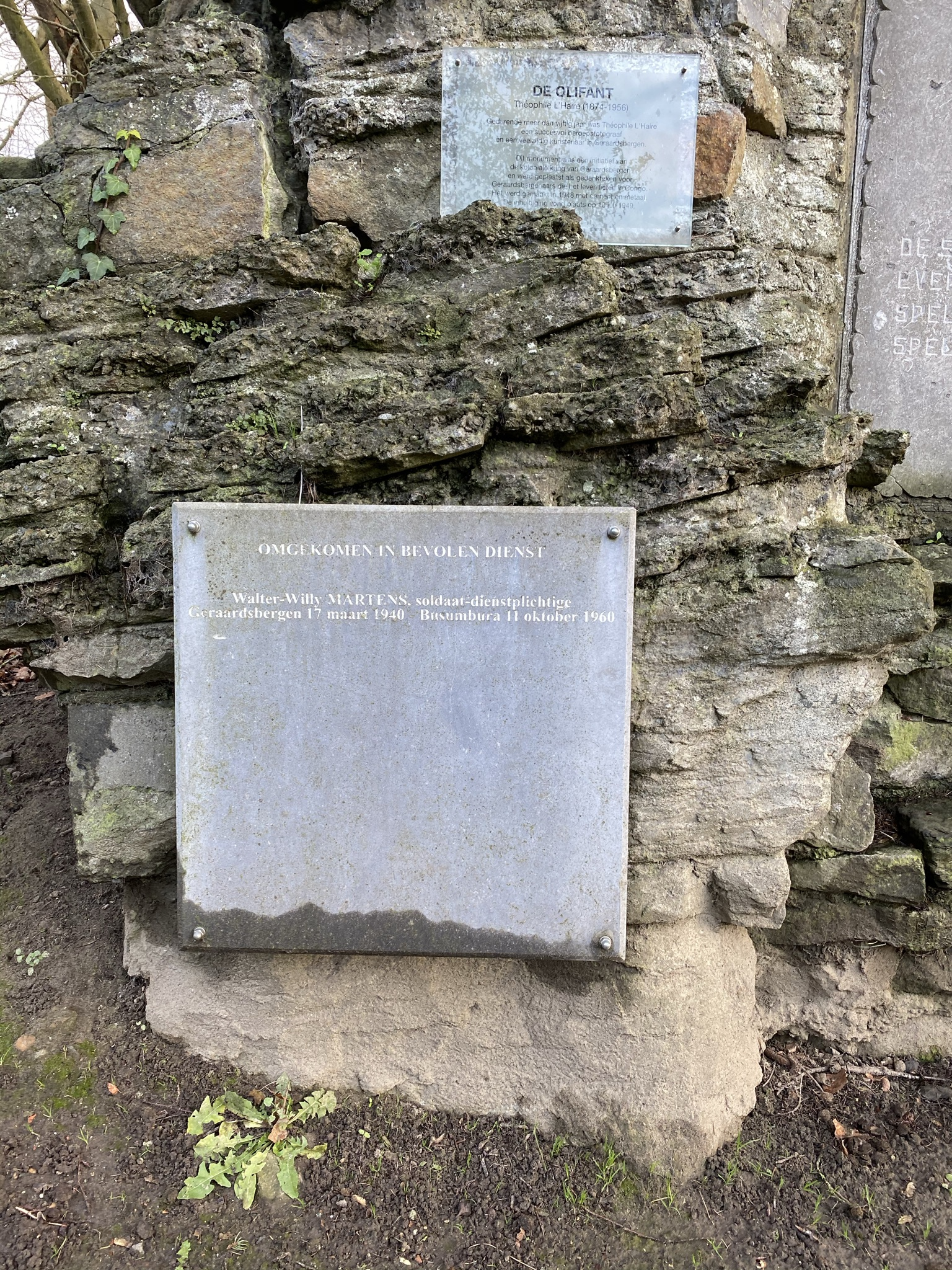
Gedenksteen ter ere van Walter-Willy Martens, soldaat-dienstplichtige inwoner van Geraardsbergen.
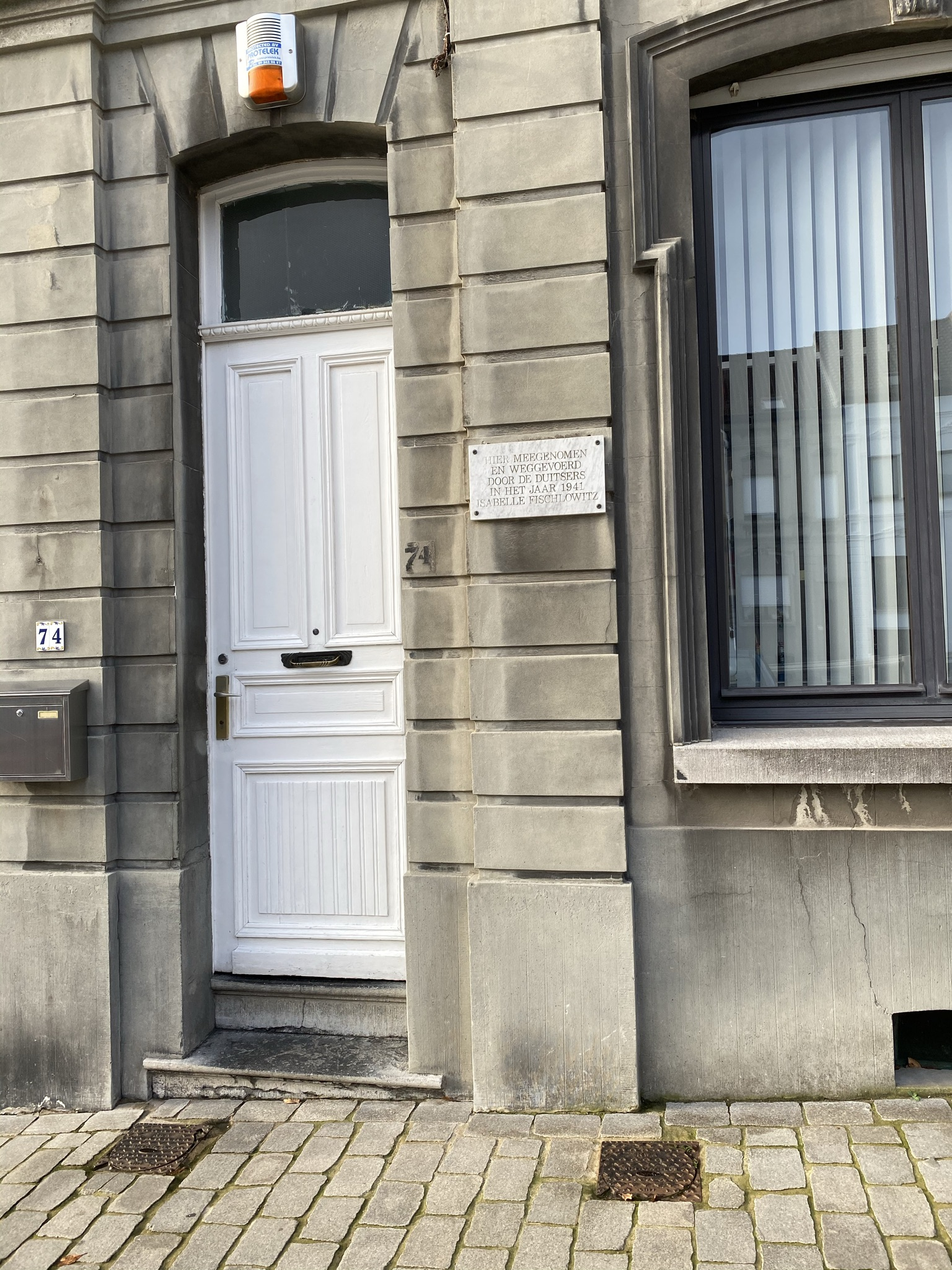
Woonhuis van Isabelle Fischlowitz tot ze meegenomen werd door de Duitsers.